# Haworthia chloracantha
Haworthia chloracantha es una especie de planta suculenta perteneciente a la familia Xanthorrhoeaceae. Es originaria de Sudáfrica.

## Descripción
Es una planta suculenta perennifolia que alcanza un tamaño de 2 a 20 cm de altura. Se encuentra a una altitud de 500 a 1000 metros en Sudáfrica.

## Taxonomía
Haworthia chloracantha fue descrita por Adrian Hardy Haworth y publicado en Saxifragearum Enumeratio. . . accedunt revisiones plantarum succulentarum 2: 57, en el año 1821.
Variedades aceptadas
- Haworthia chloracantha var. denticulifera (Poelln.) M.B.Bayer
- Haworthia chloracantha var. subglauca Poelln.

Sinonimia
- Aloe chloracantha (Haw.) Schult. & Schult.f.
- Catevala chloracantha (Haw.) Kuntze[4]